# Autoritatea Metropolitană de Transport București
Autoritatea Metropolitană de Transport București (AMTB) este o instituție publică cu personalitate juridică, aflată în subordinea Ministerului Transporturilor.
Este desemnată să asigure politica privind planificarea strategică, monitorizarea și avizarea activităților privind autorizarea, organizarea și controlul funcționării serviciilor de transport public de călători în zona metropolitană București, pentru transportul cu metroul, autobuze, microbuze, tramvaie, troleibuze etc.
AMTB este ordonator secundar de credite și se finanțează de la bugetul de stat, prin bugetul Ministerului Transporturilor, din venituri proprii, din fonduri externe și din alte surse legal constituite.
AMTB a fost înființat în septembrie 2011 prin hotărâre de Guvern.
Este primul organism care coordonează RATB, Metrorex și CFR.